# André Le Dissez
André Le Dissez (Plougonver, 11 novembre 1929 – Parigi, 4 maggio 2018) è stato un ciclista su strada francese che corse negli anni '50 e '60.

## Carriera
Da dilettante, fra il 1951 e il 1957, si mise in luce sia su strada, sia su pista: arrivò quarto nella prova in linea dilettanti 1954 e vinse 2 titoli nazionali individuali ed uno a squadre, nella categoria inseguimento.
Professionista dal 1958 al 1965, ottenne la vittoria più prestigiosa in una tappa del Tour de France 1959.

## Palmarès

### Strada
- 1951 (Dilettanti)

2ª tappa Parigi-Dolhain
- 1953 (Dilettanti)

Critérium du Printemps
- 1954 (Dilettanti)

Paris-Caen
10ª tappa Route de France
- 1955 (Dilettanti)

3ª tappa Cinturón a Barcelona
- 1956 (Dilettanti)

Paris-Rouen
Grand Prix d'Eckbolsheim
1ª tappa Circuit du Cher
- 1959 (Alcyon, una vittoria)

14ª tappa Tour de France (Aurillac > Clermont-Ferrand)
- 1964 (Mercier, due vittorie)

Polymultipliée
Critérium de Sévignac

### Pista
- 1954 (Dilettanti)

Campionati francesi di ciclismo su pista, Inseguimento dilettanti
- 1956 (Dilettanti)

Campionati francesi di ciclismo su pista, Inseguimento dilettanti
Campionati francesi di ciclismo su pista, Inseguimento a squadre dilettanti

## Piazzamenti

### Grandi Giri
- Tour de France

1957: 34º
1959: ritirato (16ª tappa)
1960: 47º
1961: ritirato (17ª tappa)
1964: ritirato (7ª tappa)
- Vuelta a España

1961: ritirato
1964: 19º
1965: ritirato